# Vauciennes (Marne)
Vauciennes és un municipi francès, situat al departament del Marne i a la regió del Gran Est. L'any 2007 tenia 305 habitants.

## Demografia

### Població
El 2007 la població de fet de Vauciennes era de 305 persones. Hi havia 126 famílies, de les quals 36 eren unipersonals (16 homes vivint sols i 20 dones vivint soles), 45 parelles sense fills, 41 parelles amb fills i 4 famílies monoparentals amb fills.
La població ha evolucionat segons el següent gràfic:
Habitants censats

### Habitatges
El 2007 hi havia 155 habitatges, 131 eren l'habitatge principal de la família, 10 eren segones residències i 14 estaven desocupats. 150 eren cases i 4 eren apartaments. Dels 131 habitatges principals, 119 estaven ocupats pels seus propietaris, 11 estaven llogats i ocupats pels llogaters i 1 estava cedit a títol gratuït; 4 tenien dues cambres, 13 en tenien tres, 23 en tenien quatre i 90 en tenien cinc o més. 118 habitatges disposaven pel capbaix d'una plaça de pàrquing. A 56 habitatges hi havia un automòbil i a 65 n'hi havia dos o més.

### Piràmide de població
La piràmide de població per edats i sexe el 2009 era:
| Homes | Edats   | Dones |
| ----- | ------- | ----- |
| 0     | 95 o +  | 2     |
| 0     | 90 a 94 | 2     |
| 1     | 85 a 89 | 4     |
| 1     | 80 a 84 | 0     |
| 6     | 75 a 79 | 6     |
| 7     | 70 a 74 | 10    |
| 8     | 65 a 69 | 4     |
| 11    | 60 a 64 | 13    |
| 7     | 55 a 59 | 12    |
| 10    | 50 a 54 | 13    |
| 14    | 45 a 49 | 16    |
| 23    | 40 a 44 | 9     |
| 9     | 35 a 39 | 12    |
| 12    | 30 a 34 | 12    |
| 11    | 25 a 29 | 8     |
| 11    | 20 a 24 | 5     |
| 7     | 15 a 19 | 8     |
| 10    | 10 a 14 | 14    |
| 9     | 5 a 9   | 15    |
| 8     | 0 a 4   | 9     |

## Economia
El 2007 la població en edat de treballar era de 197 persones, 158 eren actives i 39 eren inactives. De les 158 persones actives 151 estaven ocupades (80 homes i 71 dones) i 7 estaven aturades (4 homes i 3 dones). De les 39 persones inactives 16 estaven jubilades, 15 estaven estudiant i 8 estaven classificades com a «altres inactius».

### Ingressos
El 2009 a Vauciennes hi havia 131 unitats fiscals que integraven 324 persones, la mediana anual d'ingressos fiscals per persona era de 21.704 €.

### Activitats econòmiques
Dels 13 establiments que hi havia el 2007, 2 eren d'empreses extractives, 1 d'una empresa de fabricació d'altres productes industrials, 3 d'empreses de comerç i reparació d'automòbils, 3 d'empreses de transport, 2 d'empreses d'hostatgeria i restauració, 1 d'una empresa immobiliària i 1 d'una empresa de serveis.
Dels 2 establiments de servei als particulars que hi havia el 2009, 1 era un taller de reparació d'automòbils i de material agrícola i 1 restaurant.
L'únic establiment comercial que hi havia el 2009 era una adrogueria.
L'any 2000 a Vauciennes hi havia 56 explotacions agrícoles que ocupaven un total de 80 hectàrees.

## Equipaments sanitaris i escolars
El 2009 hi havia una escola elemental integrada dins d'un grup escolar amb les comunes properes formant una escola dispersa.

## Poblacions més properes
El següent diagrama mostra les poblacions més properes.